# 第2回全国高等学校バスケットボール選抜優勝大会
第2回全国高等学校バスケットボール選抜優勝大会（だい2かい ぜんこくこうとうがっこう―せんばつゆうしょうたいかい）は、1972年3月29日から31日まで代々木体育館別館、学習院大学体育館で開催された全国高等学校バスケットボール選抜優勝大会である。男子は中央大附、女子は鶴鳴女子がそれぞれ初優勝を達成。

## 出場校
| ブロック | 都道府県 | 男子             | 男子         | 都道府県 | 女子             | 女子         |
| ブロック | 都道府県 | 出場校           | 出場回数     | 都道府県 | 出場校           | 出場回数     |
| -------- | -------- | ---------------- | ------------ | -------- | ---------------- | ------------ |
| 北海道   | 北海道   | 釧路湖陵         | 初出場       | 北海道   | 札幌香蘭女子学園 | 初出場       |
| 東北     | 秋田県   | 能代工業         | 2年連続2回目 | 秋田県   | 角館南           | 初出場       |
| 関東1    | 茨城県   | 土浦日本大学     | 2年連続2回目 | 栃木県   | 宇都宮女子商業   | 初出場       |
| 関東2    | 神奈川県 | 慶應義塾         | 初出場       | 茨城県   | 日立女子         | 初出場       |
| 東京都1  | 東京都   | 京北             | 2年連続2回目 | 東京都   | 大妻             | 2年連続2回目 |
| 東京都2  | 東京都   | 中央大学附属     | 初出場       | 東京都   | 東京成徳         | 初出場       |
| 北陸     | 石川県   | 金沢泉丘         | 初出場       | 石川県   | 金沢桜丘         | 初出場       |
| 信越     | 新潟県   | 新潟南           | 初出場       | 新潟県   | 高田北城         | 2年連続2回目 |
| 東海     | 岐阜県   | 岐阜農林         | 初出場       | 岐阜県   | 加茂             | 初出場       |
| 近畿1    | 和歌山県 | 和歌山北         | 初出場       | 滋賀県   | 長浜商工         | 初出場       |
| 近畿2    | 兵庫県   | 市立御影工業     | 2年連続2回目 | 兵庫県   | 夙川学院         | 2年連続2回目 |
| 中国     | 鳥取県   | 鳥取工業         | 初出場       | 山口県   | 宇部女子         | 初出場       |
| 四国     | 徳島県   | 海南             | 2年連続2回目 | 香川県   | 高松東           | 初出場       |
| 九州1    | 福岡県   | 小倉工業         | 初出場       | 長崎県   | 鶴鳴女子         | 2年連続2回目 |
| 九州2    | 長崎県   | 長崎南           | 初出場       | 鹿児島県 | 鹿児島女子       | 初出場       |
| 推薦     | 東京都   | 明治大学付属中野 | 2年連続2回目 | 秋田県   | 大曲             | 2年連続2回目 |

## 試合結果

### 男子
1回戦
- 海南 79 - 55 和歌山北
- 小倉工業 79 - 71 慶應義塾
- 中央大学附属 78 - 59 金沢泉丘
- 能代工業 97 - 65 岐阜農林

- 京北 82 - 59 新潟南
- 長崎南 69 - 67 土浦日本大学
- 明治大学付属中野 77 - 64 鳥取工業
- 市立御影工業 63 - 57 釧路湖陵

準々決勝
- 中央大学附属 77 - 40 市立御影工業
- 京北 94 - 71 小倉工業
- 能代工業 106 - 85 長崎南
- 明治大学付属中野 98 - 82 海南

準決勝
- 中央大学附属 84 - 77 京北
- 能代工業 99 - 84 明治大学付属中野

3位決定戦
- 明治大学付属中野 104 - 78 京北

決勝
- 中央大学附属 72 - 71 能代工業

### 女子
1回戦
- 大妻 90 - 30 札幌香蘭女子学園
- 東京成徳 92 - 46 金沢桜丘
- 高田北城 56 - 52 夙川学院
- 大曲 85 - 62 宇部女子

- 鶴鳴女子 73 - 46 加茂
- 角館南 73 - 62 日立女子
- 長浜商工 58 - 33 高松東
- 鹿児島女子 83 - 73 宇都宮女子商業

準々決勝
- 大曲 65 - 60 鹿児島女子
- 東京成徳 57 - 52 長浜商工
- 大妻 63 - 53 角館南
- 鶴鳴女子 70 - 50 高田北城

準決勝
- 大曲 80 - 77 東京成徳
- 鶴鳴女子 66 - 56 大妻

3位決定戦
- 大妻 65 - 64 東京成徳

決勝
- 鶴鳴女子 89 - 49 大曲

## 大会ベスト5
男子
- 大竹雄二 (中央大学附属№・年)
- 丸田博 (中央大学附属№・1年)
- 七尾明英 (能代工業№・2年)
- 和田有二 (能代工業№・2年)
- 北原憲彦 (明治大学付属中野№・2年)

女子
- 清水京子 (鶴鳴女子№・2年)
- 松岡恵美子 (鶴鳴女子№・2年)
- 羽田野京子 (鶴鳴女子№・1年)
- 藤井まち子 (大曲№・年)
- 齊藤良子 (大妻№・年)